# Rhyacophila kownackiana
Rhyacophila kownackiana är en nattsländeart som beskrevs av Bronislaw Szczesny 1970. Rhyacophila kownackiana ingår i släktet Rhyacophila och familjen rovnattsländor. Inga underarter finns listade i Catalogue of Life.